# Communauté de communes Élan Limousin Avenir Nature
La communauté de communes Élan Limousin Avenir Nature est une communauté de communes française, située dans le département de la Haute-Vienne, en région Nouvelle-Aquitaine. Elle est issue de la fusion au 1er janvier 2017 de trois intercommunalités : la communauté de communes l'Aurence et Glane Développement, la communauté de communes des Monts d'Ambazac et Val de Taurion et la communauté de communes Porte d'Occitanie.

## Territoire communautaire

### Géographie
Située à l'est  du département de la Haute-Vienne, la communauté de communes Élan Limousin Avenir Nature regroupe 24 communes et présente une superficie de 611,5 km2.

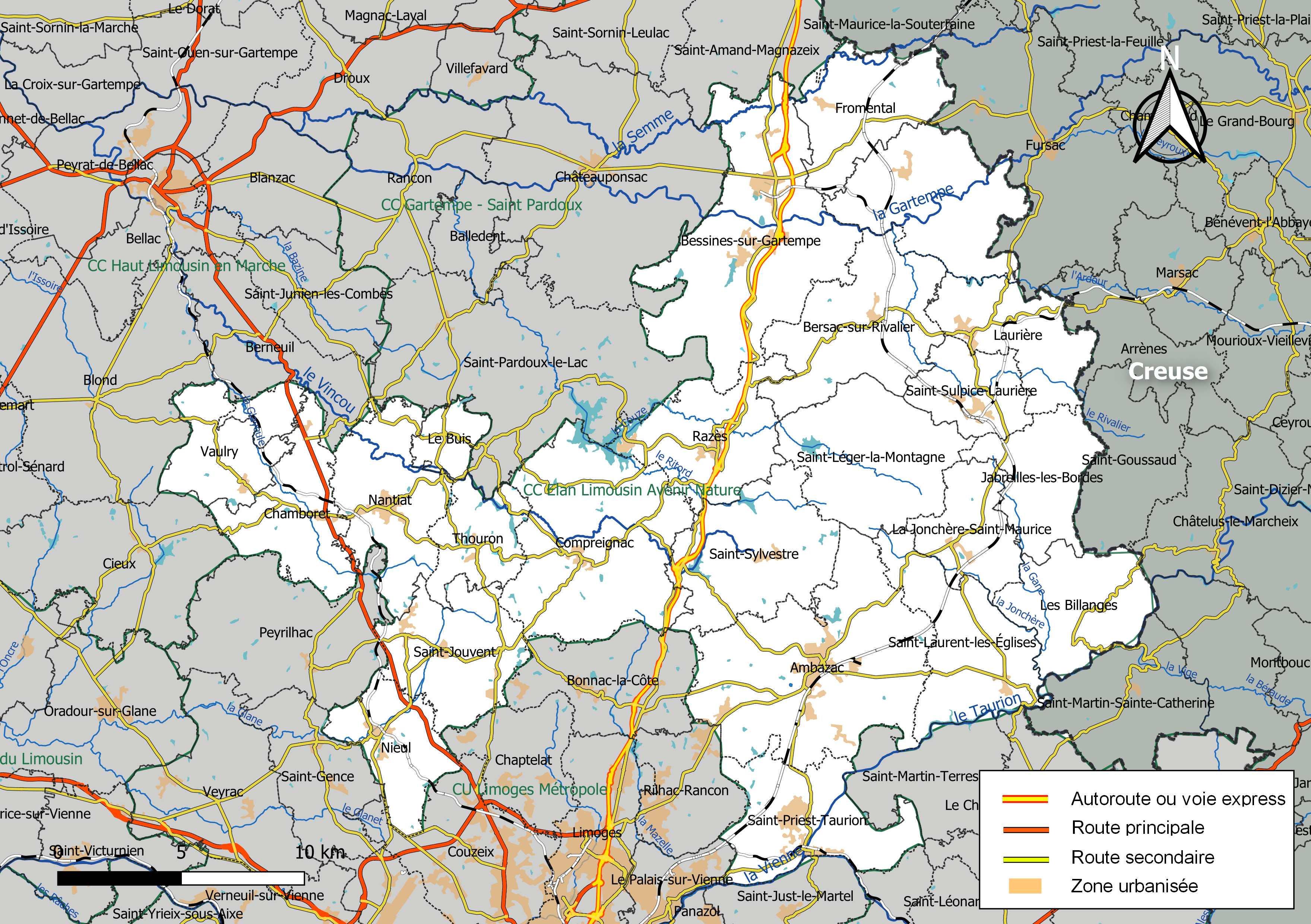
Carte de la communauté de communes Élan Limousin Avenir Nature au 1er janvier 2019.

### Composition

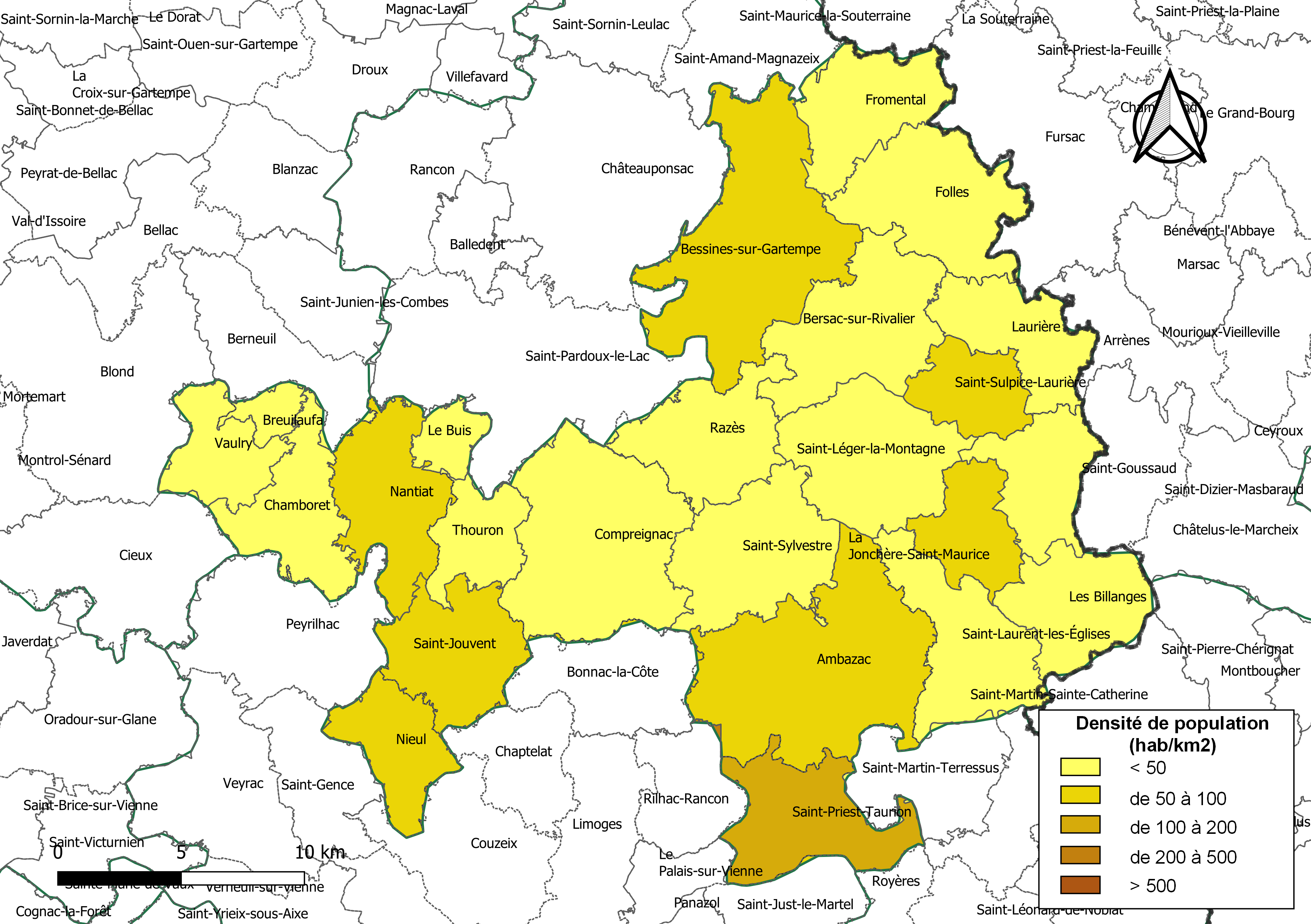
Carte des densités de population (millésimée 2016) des communes de la communauté de communes Élan Limousin Avenir Nature. Composition en communes au 1er janvier 2019.

La communauté de communes est composée des 24 communes suivantes :

| Nom                       | Code Insee | Gentilé          | Superficie (km2) | Population (dernière pop. légale) | Densité (hab./km2) |
| ------------------------- | ---------- | ---------------- | ---------------- | --------------------------------- | ------------------ |
| Ambazac (siège)           | 87002      | Ambazacois       | 57,83            | 5 565 (2022)                      | 96                 |
| Bersac-sur-Rivalier       | 87013      | Bersacois        | 32,54            | 626 (2022)                        | 19                 |
| Bessines-sur-Gartempe     | 87014      | Bessinauds       | 55,41            | 2 739 (2022)                      | 49                 |
| Les Billanges             | 87016      | Billangeots      | 22,61            | 298 (2022)                        | 13                 |
| Breuilaufa                | 87022      | Breuilaufais     | 4,6              | 114 (2022)                        | 25                 |
| Le Buis                   | 87023      | Buinauds         | 6,55             | 183 (2022)                        | 28                 |
| Chamboret                 | 87033      | Chamborêtauds    | 21,59            | 788 (2022)                        | 36                 |
| Compreignac               | 87047      | Compreignacois   | 47,62            | 1 866 (2022)                      | 39                 |
| Folles                    | 87067      | Follais          | 31,18            | 443 (2022)                        | 14                 |
| Fromental                 | 87068      | Fromentaux       | 22,65            | 517 (2022)                        | 23                 |
| Jabreilles-les-Bordes     | 87076      | Jabreillauds     | 19,05            | 239 (2022)                        | 13                 |
| La Jonchère-Saint-Maurice | 87079      | Jonchérois       | 15,59            | 802 (2022)                        | 51                 |
| Laurière                  | 87083      | Lauriérois       | 20,77            | 528 (2022)                        | 25                 |
| Nantiat                   | 87103      | Nantiauds        | 25,42            | 1 584 (2022)                      | 62                 |
| Nieul                     | 87107      | Nieulois         | 16,97            | 1 594 (2022)                      | 94                 |
| Razès                     | 87122      | Razelauds        | 24,14            | 1 161 (2022)                      | 48                 |
| Saint-Jouvent             | 87152      |                  | 24,96            | 1 630 (2022)                      | 65                 |
| Saint-Laurent-les-Églises | 87157      |                  | 27,37            | 842 (2022)                        | 31                 |
| Saint-Léger-la-Montagne   | 87159      | Saint-Légeois    | 32,62            | 358 (2022)                        | 11                 |
| Saint-Priest-Taurion      | 87178      | Ouliérois        | 27               | 2 896 (2022)                      | 107                |
| Saint-Sulpice-Laurière    | 87181      | Saint-Sulpiciens | 14,31            | 804 (2022)                        | 56                 |
| Saint-Sylvestre           | 87183      |                  | 30,91            | 922 (2022)                        | 30                 |
| Thouron                   | 87197      |                  | 13,73            | 563 (2022)                        | 41                 |
| Vaulry                    | 87198      | Vaurinaux        | 16,03            | 397 (2022)                        | 25                 |

### Démographie
| 1968   | 1975   | 1982   | 1990   | 1999   | 2007   | 2012   | 2017   |
| ------ | ------ | ------ | ------ | ------ | ------ | ------ | ------ |
| 24 408 | 22 971 | 24 161 | 24 889 | 24 905 | 26 858 | 27 633 | 27 897 |

## Administration
| Période                                  | Période  | Identité       | Étiquette | Qualité                                                                                     |
| ---------------------------------------- | -------- | -------------- | --------- | ------------------------------------------------------------------------------------------- |
| 2017                                     | 2020     | Bernard Dupin  | LREM      | Maire de Saint-Priest-Taurion (1977-2020)                                                   |
| 2020                                     | En cours | Alain Auzemery | PS        | Conseiller départemental du canton d'Ambazac, conseiller municipal de Bessines-sur-Gartempe |
| Les données manquantes sont à compléter. |          |                |           |                                                                                             |